# Ente Nacional para la Aviación Civil
El Ente Nacional para la Aviación Civil (en italiano: Ente Nazionale per l'Aviazione Civile, ENAC) es la autoridad italiana de reglamentación técnica, certificación y vigilancia del sector de la aviación civil sometida al control del Ministerio de infraestructuras y transporte.
Es una entidad pública sin ánimo de lucro dotada de autonomía reglamentaria, organizativa, administrativa, patrimonial, contable y financiera. Desde el año 2003 su presidente es Vito Riggio.

## Historia
La institución fue establecida por el Decreto Legislativo del 25 de julio de 1997 n. 250, que reúne en el ENAC las competencias y funciones del Registro aeronáutico italiano, la Dirección general de la aviación civil del Ministerio de Transporte y Navegación y del Ente nazionale della gente dell’aria (Agencia Nacional de la gente del aire).
Desde el año 1997 la normativa específica de este decreto ha sufrido múltiples modificaciones, supresiones, adiciones e innovaciones respecto al sistema provisional original, cuyo análisis, deben estar integrado con el de circulares y reglamentos, todo ello disponible en la página web del ENAC junto con el nuevo Codice della navegazione. Muchas de las competencias del ENAC han sido progresivamente transferidas a la Agencia Europea de Seguridad Aérea (EASA), convirtiéndose, supuestamente, en una institución con unas competencias más limitadas y de carácter regional.

## Competencias
El artículo 2 del decreto constitutivo 250/1997 estipula que el ENAC:

«ejercita las funciones administrativa y técnica ya atribuidas a la Dirección general de la aviación civil (D.G.A.C.), al Registro aeronáutico italiano   (R.A.I.) y a la Agencia nacional de la gente del aire (E.N.G.A.), y en particular proporciona las siguientes competencias:

a. Reglamentación técnica y actividad de inspección, sancionatoria, de certificación, de autorización, de coordinación y de control,   así como el mantenimiento de los registros y boletines dentro de los asuntos que le competen.

b. Racionalización y modificación de los procedimientos relativos a los servicios aeroportuarios, según la normativa vigente y en relación a los deberes de garantía, orientación y programación ejercidos.
c. Actividad de coordinación con la Ente nazionale di assistenza al volo (Agencia nacional de asistencia al vuelo) y la fuerza aérea, dentro de sus respectivas competencias para la actividad de asistencia al vuelo.
d. Relación con las entidades, sociedades y organismos nacionales e internacionales que operan en el sector de la aviación civil y representación en los organismos internacionales, competencia también delegada en el Ministro de transportes y navegación.
e. Investigación de los documentos relativos a las tarifas, impuestos y tasas aeroportuarias para la adopción de medidas posteriores por el Ministro de transportes y navegación.
f. Definición y control de los parámetros de calidad de los servicios aeroportuarios y de transporte aéreo dentro del límite previsto en la normativa definida en el artículo 10, párrafo 13 de la Ley n. 537 del 24 de diciembre de 1993.
g. Regulación, examen y evaluación de los planes reguladores de aeropuertos, programas de intervención y planes de inversión de aeropuertos, así como la eventual participación en la gestión de aeropuertos con gran interés turístico y social.»

El artículo 687 del Codice della Navigazione dice:

«La Entidad nacional para la aviación civil (ENAC), respetando las competencias del Ministro de infraestructura y transporte, y sin perjuicio a las competencias específicas de otras entidades aeronáuticas, actuará como una única autoridad de regulación técnica, de certificación y vigilancia en el sector de la aviación civil, mediante sus estructuras centrales y periféricas, y cuidará la presencia y aplicación de sistemas de calidad aeronáutica respondiendo al reglamento comunitario.»

En 2006 se realizaron correcciones y adiciones al Codice della Navigazione por el decreto legislativo nº151 del 15 de marzo de 2006, Disposiciones correctivas y complementarias al decreto legislativo n. 96 del 9 de mayo de 2005, relativas a la revisión de la sección aeronáutica del código de la navegación, publicado en la Gaceta Oficial n. 88 del 14 de abril de 2006.
La actividad internacional en la que participa el ENAC consiste en la representación de Italia en las principales organizaciones internacionales de aviación civil, como son la International Civil Aviation Organization (ICAO), la European Civil Aviation Conference (ECAC), la European Aviation Safety Agency (EASA) y EUROCONTROL, con las cuales continúa manteniendo relaciones de comparación y colaboración, y en las cuales ocupa posiciones de liderazgo.

## Composición del ENAC
Los órganos que forman el ENAC son: el presidente, el consejo de administración, la junta de auditores y el director general, todos ellos elegidos entre personas que poseen conocimientos especializados y una gran experiencia en el transporte aéreo y la aviación civil. El procedimiento de designación del Presidente establece la designación de este por el Consejo de Ministros a propuesta del Ministro de Transporte, y contando con la opinión de la comisión de transporte de la Cámara de diputados y del Senado, para finalmente ser nombrado por decreto del Presidente de la República. El director general (asistido por un vicedirector general designado por el consejo de administración a propuesta del presidente y el consejo de administración) es designado por decreto del presidente del Consejo de ministros. El nombramiento de la junta de auditores, que consta de un presidente y dos miembros, se establece mediante un decreto del Ministro de infraestructuras y transporte.
La actual estructura del ENAC ha sido establecida por disposición organizativa del director general nº22/DG del 18 de marzo de 2010.

## Organización
Los miembros actuales (2017) de los órganos que forman el ENAC son:
- Presidente: Vito Riggio.
- Consejo de administración: Alfredo Pallone, Angela Stefania Bergantino, Manlio Mele, Luisa Riccardi.
- Junta de auditores: Letteria Dinaro (Presidente), Sergio Zanetti, Carmelo Caruso.
- Director general: Alessio Quaranta
- Magistrado delegado al control: Giovanni Coppola.
- Organismo independiente de evaluación de actuación: Ignazio Portelli (presidente), Paolo Maria Ciabattoni, Fabio Marchiandi.

## Estructura
El ENAC opera con veinte estructuras organizativas:
- Una estructura central con competencia general: la dirección general y tres direcciones centrales que apoyan a la dirección general.
- Seis divisiones centrales: reglamento técnico, desarrollo económico, infraestructura aeroportuaria y del espacio aéreo, administración y finanzas, actividad aeronáutica y coordinación de aeropuertos.[9]
- Trece estructuras periféricas con competencia territorial:Direcciones aeroportuarias.[10]

## Personal
El ENAC tiene, en general, una plantilla de alrededor de 1000 trabajadores, de los cuales cien son ingenieros y unos veinte son inspectores de vuelo, pilotos con varios años de experiencia como operadores aéreos.

## Actividad del ENAC
Cuando se crea el ENAC el poder legislativo le otorga al Ministerio de infraestructura y transporte las siguientes competencias:
- Dirección, supervisión y control en materia aeronáutica.
- Promoción de acuerdos internacionales.
- Supervisión del ENAC, ENAV (Società nazionale per l’assitenza al volo) y sobre Aero Club de Italia.
- Realización de convenios con las entidades supervisadas.
- Evaluación de los planes de inversión en el sector aeroportuario.
- Motorización y estadísticas sobre el transporte aéreo.

El mandato institucional del ENAC incluye:
- Actividades de custodia preliminares a las sociedades por acciones de la concesión para la gestión de los aeropuertos.
- Aplicación del decreto sobre el libre acceso al mercado de asistencia en tierra (handling) en los aeropuertos italianos.
- Regulación de los procedimientos de los servicios aeroportuarios.
- Investigación y evaluación de planes directores y programas de intervención, inversión y desarrollo en el ámbito aeroportuario.
- Evaluación de los documentos relativos a las tarifas, los impuestos y las tasas aeroportuarias.
- Verificación de las condiciones que pueden justificar el establecimiento de obligaciones de servicio público a conexiones aéreas específicas.
- Certificación del personal que opera en la navegación aérea y el ámbito aeronáutico.
- Aplicación de las recomendaciones aprobadas por la Agencia Nacional para la Seguridad al vuelo.

Con sede central en Roma, el ENAC está representada en los principales aeropuertos italianos, por las Direcciones aeroportuarias (Norte-Oeste, Milano Malpensa, Lombardia, Norte-Este, Emilia-Romagna, Toscana, Regiones centrales, Campania, Puglia-Basilicata, Calabria, Sardegna, Sicilia Occidental, Sicilia Oriental). Dos objetivos adicionales del ENAC son garantizar la calidad de los servicios prestados al usuario y la protección de los derechos de los pasajeros. Siguiendo las indicaciones de la Unión Europea, el ENAC ha redactado la Carta de los derechos del pasajero y la Carta de los servicios de gestión aeroportuaria. En la Carta de los derechos del pasajero se recoge en un único texto la normativa vigente a nivel nacional, comunitario e internacional sobre las formas de protección exigibles por el pasajero, en caso de ineficiencias, mientras que en la Carta de los servicios de gestión aeroportuaria se definen estándares mínimos de calidad, los cuales deben ser observados por cada uno de los operadores aeroportuarios en los servicios prestados a los pasajeros.

## Reconocimientos
Certificado y medalla de bronce dorada a la excelencia de I clase al mérito público del Departamento de Protección Civil.
«Por la participación en el evento sísmico del 6 de abril de 2009 en Abruzzo, dado la extraordinaria contribución hecha con el empleo de los recursos humanos e instrumentales para la superación de la emergencia.»
— D.P.C.M. 11 de octubre de 2010 en virtud del artículo 5, párrafo 5, del D.P.C.M. 19 de diciembre del 2008.

## Otros proyectos
- Wikinoticias contiene el artículo Air One, maxi multa dall'ENAC: 150mila euro, 5 de agosto de 2006.

- Datos: Q990536
- Multimedia: ENAC / Q990536